# San Carlo al Corso

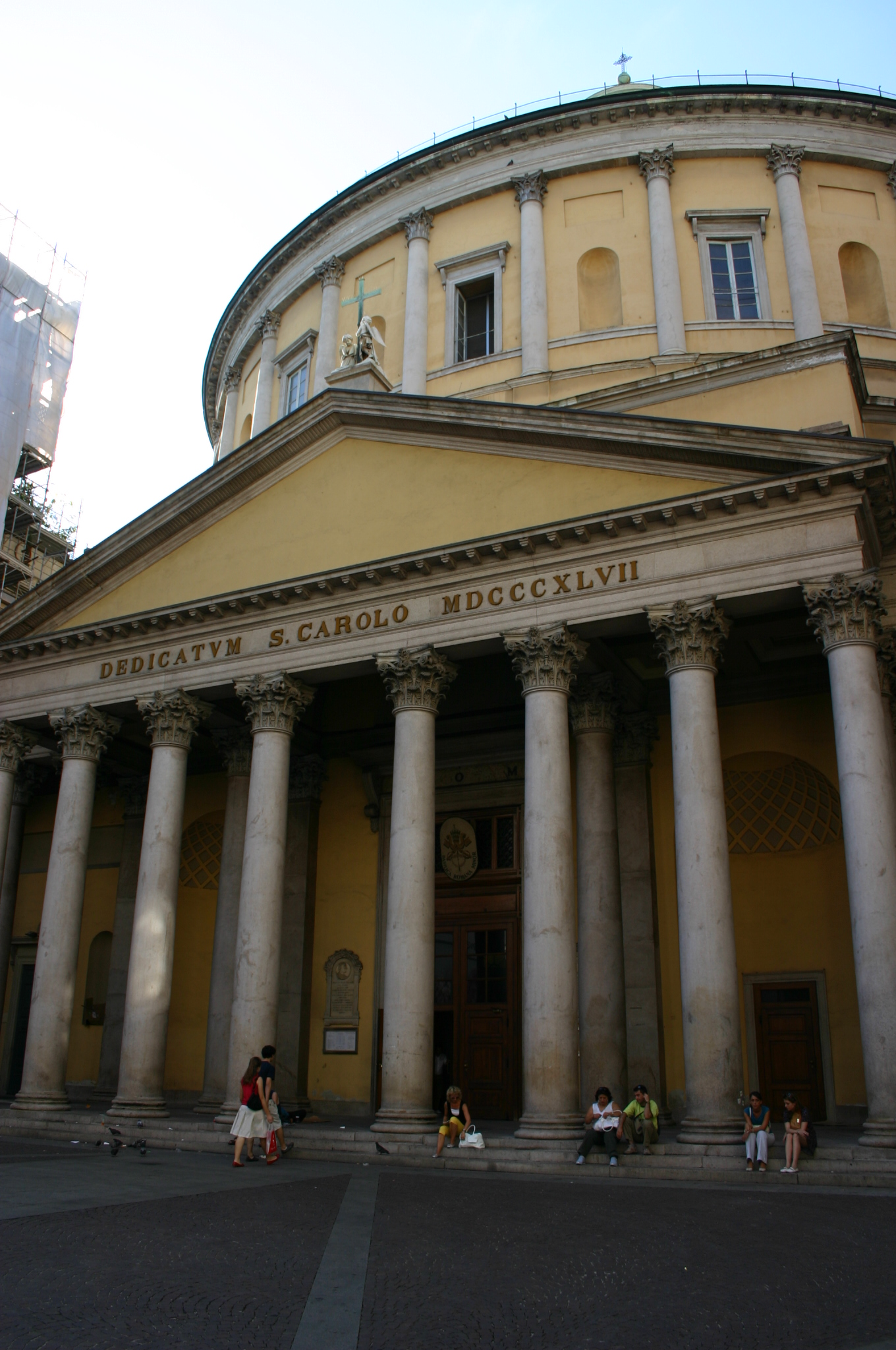
A templom homlokzata

A San Carlo al Corso egy klasszicista stílusú templom Milánóban.

## Leírása
A bazilikát Carlo Amati, monzai építész tervei alapján építették fel 1832-1847 között Borromeo Szent Károly tiszteletére. A hatalmas, kupolás, 32,2 m átmérőjű templom a római Pantheonra hasonlít, illetve a nápolyi San Francesco di Paola bazilikára. A templom egy 1290-ben alapított kolostor helyén épült fel, melyet Napoléon Bonaparte tábornok számoltatott fel 1799-ben. A kör alaprajzú bazilika előtti teret előtt 36 korinthoszi oszlopból álló kolonnád fogja körbe. A bazilika bejáratát nyolc oszlop díszíti. A templom belsőjének fő látnivalói: a régi templomból átmentett oltár, Pompeo Marchesi feszülete, egy Canova dombormű, valamint Marchesi Borromeo Szent Károlyt ábrázoló márványszobra.